# Концтабір Сольдау
Концтабір Сольдау, заснований нацистською Німеччиною під час Другої світової війни, був концентраційним табором для в'язнів поляків і євреїв. Він знаходився в Дзялдово (нім. Soldau), місто на північному сході Польщі, яке після нацистсько-радянського вторгнення до Польщі у вересні 1939 року було анексовано до складу провінції Східна Пруссія.
Табір був заснований у колишніх казармах польської армії бригадефюрером СС Отто Рашем за погодженням Райнхарда Гейдріха. Перших полонених привезли наприкінці вересня 1939 року. Це були захисники польської армії фортеці Модлін, які були змушені капітулювати через брак амуніції та продовольства. За весь час існування табір переслідував різні цілі. Там таємно стратили польську інтелігенцію, священиків і політичних в'язнів, а також 1558 пацієнтів з усіх психіатричних лікарень округу. Він також служив транзитним центром для депортацій зі Східної Пруссії до напівколоніального генерал-губернаторства та для рабської праці до Рейху. Спочатку табір планувався як тимчасовий для 1000 в'язнів, але незабаром став постійним та перебудований як Arbeitserziehungslager для цивільних осіб, привезених з іншого німецького Зіхенау. Там загинуло близько 10 000–13 000 в'язнів із загальної кількості 30 000. Після війни Міжнародна служба розшуку (ITS) спочатку класифікувала табір як Vernichtungslager (табір смерті) через величезну кількість жертв.

## Історія табору
Місто Дзялдово знаходилося на території окупованої Польщі, яка була приєднана до Третього Райху. Перші цивільні в'язні прибували вантажівками та потягами з містечок на польсько-східнопрусському кордоні — вигнані зі своїх домівок нацистами в рамках спроби повністю «очистити» ці території від не-німців. Також у таборі проводили перші експерименти з отруєння газом. Відповідно до дії T4 людей з психічними розладами із санаторіїв Східної Пруссії, таких як провінційний психіатричний санаторій Кортау та Regierungsbezirk Zichenau, було доставлено до табору Сольдау; 1558 пацієнтів було вбито Lange Commando в газовому фургоні з 21 травня по 8 червня 1940 року. Ланге використав свій досвід роботи з вихлопними газами, отриманий у Сольдау, під час створення табору смерті Хелмно.
Туалетних бараків не було, тільки дві ями в землі з дошками, просто неба. Спалахнула епідемія тифу, яка вбила шість німецьких охоронців та незліченну кількості в'язнів. Влітку 1941 року табір Сольдау було реорганізовано в Arbeitserziehungslager (буквально «табір трудового навчання»). В'язні трудового табору, розділені між окремими підтаборами, були залучені до примусових сільськогосподарських робіт і будівництва. У січні 1945 р. табір було закрито. За польськими офіційними оцінками, загинуло близько 13 000 в'язнів із 30 000.
У Білуцькому лісі (Las Białucki), який займав сотні гектарів, відбувалися масові розстріли. До місця розправ вела спеціально збудована дорога, яку проклали самі в'язні. Жертв привозили на вантажівках до спеціально підготовленого місця — у лісі знаходився невеликий барак для есесівців, які чекали на чергу, а також п'ять глибоких ям праворуч від дороги.
За останніми даними, кількість загиблих може перевищувати 20 000 осіб. Серед них були не тільки поляки та євреї з табору Сольдау, але й радянські військовополонені та навіть німецькі злочинці. Наприкінці 1944 року для спалення тіл привезли десятки євреїв, яких знищили після виконання роботи.
У 2019 році поблизу села Білути було виявлено 1,5 тонни спалених останків розстріляних в'язнів та розпочато ексгумаційні роботи. До липня 2022 року в Білуцькому лісі було знайдено дві масові могили, в яких було близько 17 тонн людського праху, що, за оцінками, дорівнює принаймні 8000 особам, більшість з яких були в'язнями табору.

### Підтабори

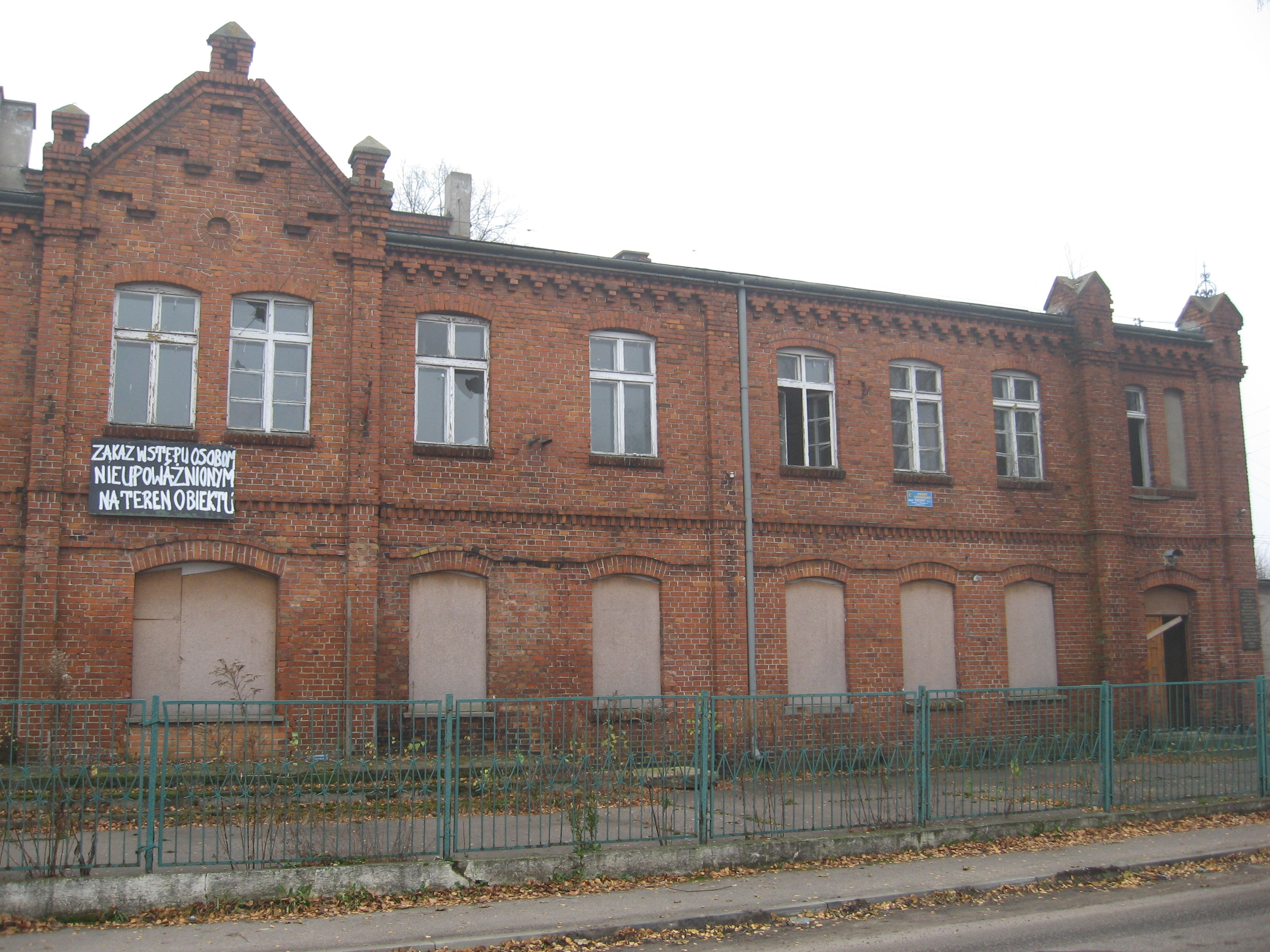
Історичне місце розташування нацистського пересильного табору в Ілово-Осаді, підтабору концентраційного табору Солдау

Концтабір Солдау (Дзялдово) мав три підтабори, де утримувалися в'язні. Підтабори були розташовані в сусідніх населених пунктах Ілово-Осада (на фото), Млавка та Носаржево Борове — місце розташування військового навчального полігону Truppenübungsplatz «Mielau» на площі 300 квадратних кілометрів (120 миля2). Полігон був побудований в'язнями Солдау серед інших цивільних. Об'єкт, який отримав назву «Новий Берлін», використовувався нацистами для ремонту та переобладнання армійських танків під час операції «Барбаросса», а також для випробувань протитанкової зброї та артилерії.
Підтабір, відомий як пересильний табір Ілово, існував у 1941–45 роках. В'язнів утримували в цегляній будівлі (на фото) і прилеглих бараках в Ілові. Серед ув'язнених було до 2000 польських дітей віком до п'яти років, а також вагітні жінки-в'язні в очікуванні пологів. Чоловіків, у тому числі поляків і радянських солдатів (після операції «Барбаросса»), зазвичай тримали там лише кілька днів перед переведенням. Багато з цих дітей були дітьми примусових працівників, яких уже депортували до Третього Рейху. Діти проходили селекцію на германізацію і відправлялися в німецькі родини. Серед тих, кого не відібрали, рівень смертності був надзвичайно високим. Без доступу до ліків та лікарів хвороби ставали фатальними. Їжа та вода були строго нормовані, залишаючи в'язнів у постійному стані голоду та зневоднення. Жінок, які народжували, після пологів відправляли назад до інших трудових таборів, майже без жодної допомоги.

### Відомі в'язні

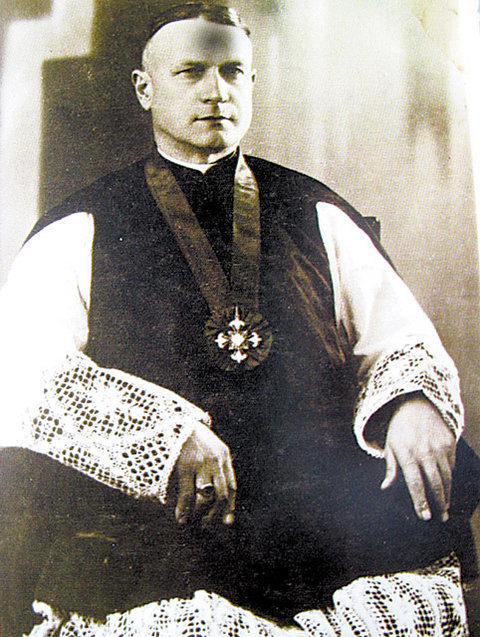
Священик Владислав Скерковський, убитий у таборі 1941 р.

Серед відомих жертв концтабору Сольдау:
- Блаженний Антоній Юліан Нововейський, римо-католицький єпископ (1858—1941)
- Блаженний Леон Ветманський, католицький єпископ (1886—1941)
- Мечислава Ковальська (pl), блаженна черниця-альбертинка (1902—1941), одна із 108 мучеників Другої світової війни, беатифікована.
- Владислав Скерковський, священник (1886—1941)

## Радянський табір НКВД у Дзялдово
Після прибуття Червоної армії під час радянського наступу через Польщу 18 січня 1945 року звільнений нацистський табір у Дзялдово був відновлений, цього разу таємною поліцією НКВД, як радянський концентраційний табір для в'язнів, як корінних німців (рейхсдойче), так і фольксдойче з регіонів Померанії, Вармії, Мазурів і Мазовщини. Наприкінці 1945 року табір було ліквідовано. В'язнів вивозили з Польщі товарними потягами до таборів Радянського Союзу.